# Rhys Nicholson
Rhys Nicholson (Newcastle, 22 de abril de 1990) es un cómico y actor australiano, conocido por ser juez principal en RuPaul's Drag Race Down Under desde 2021 en adelante.

## Carrera
En 2011, Nicholson apareció en el documental de ABC GayCrashers, junto a Joel Creasey, en el que el dúo viaja al pequeño pueblo de Colac y realiza un espectáculo de stand-up. Creasey había sido objeto de un ataque homófobo en una visita anterior a la ciudad.
En 2016, para resaltar la importancia del matrimonio igualitario en Australia, Nicholson se casó públicamente con la comediante y lesbiana Zoe Coombs Marr en el Festival Internacional de Comedia de Melbourne. Ese año, Nicholson y Coombs Marr también fueron nominados al premio Barry al mejor espectáculo, que ganó Coombs Marr.
Desde el año 2020 protagoniza el programa The Weekly with Charlie Pickering.
En 2021, Nicholson se desempeñó como juez principal en RuPaul's Drag Race Down Under, junto a RuPaul y Michelle Visage.  El mismo año aparecieron en el panel show Patriot Brains. En 2022, interpretó al Doctor Sarkov en la serie de ciencia ficción de Netflix The Imperfects.
En febrero de 2024, Nicholson participará en la segunda temporada de Taskmaster Australia.

## Vida personal
Nicholson creció en Newcastle, hijo de padres artistas.
Nicholson es gay, así como una persona de género no binario. Vive con su pareja, el ex presentador de radio de Triple J Kyran Wheatley. En 2019, la pareja estableció Comedy Republic, un club de comedia en Melbourne.
Nicholson es el hijo de un miembro de Machine Gun Fellatio y un entusiasta fanático de la música. También ha hablado abiertamente de su lucha contra la bulimia.

## Premios y nominaciones
| Año  | Obra                                          | Premios      | Categoría                | Resultado | Ref.   |
| ---- | --------------------------------------------- | ------------ | ------------------------ | --------- | ------ |
| 2017 | Rhys Nicholson Live at The Eternity Playhouse | Premios ARIA | Mejor estreno de comedia | Nominado  | [ 11 ] |